# Oelßners Hof

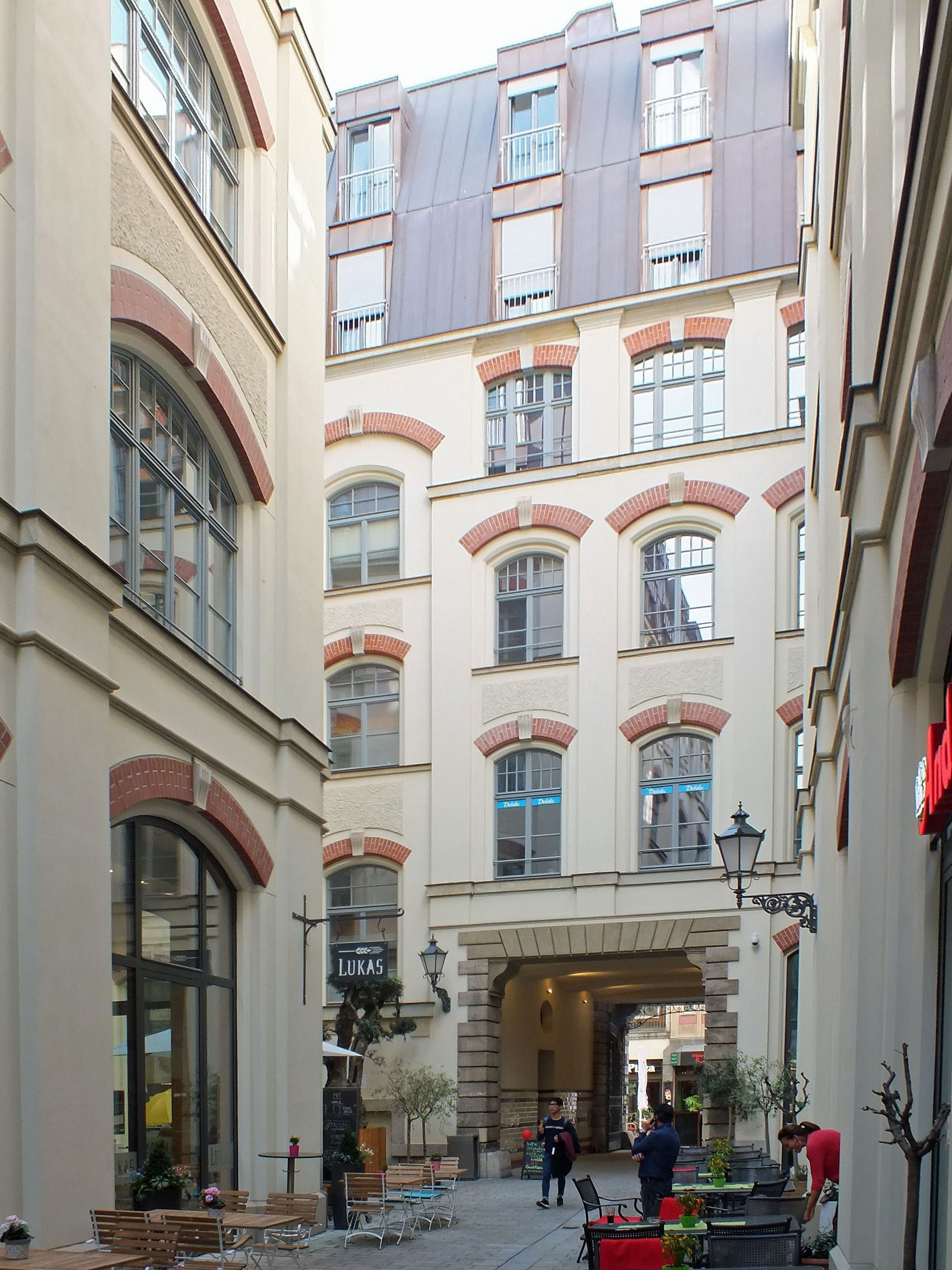
Oelßners Hof nach Westen (2016)

Oelßners Hof (Eigenbezeichnung Oelßner´s Hof) ist ein Wohn- und Geschäftskomplex um einen Durchgangshof in der Leipziger Innenstadt. Er wurde in den Jahren 2012 bis 2015 grundlegend saniert.

## Lage und Baubeschreibung
Oelßners Hof erstreckt sich zwischen zwei Geschäftshäusern aus der Gründerzeit auf den Grundstücken Nikolaistraße 20–26 und Ritterstraße 23–29. Der vom rechtwinkligen Verlauf gegen die Straßenfluchten leicht abweichende Hofbereich hat eine Länge von 66 Metern bei einer Breite von 6 bis 9 Metern. An seinem westlichen Ende besitzt er eine nach Süden weisende Abzweigung von 11 Metern Länge.
Die vierstöckigen Kopfbauten in der Nikolai- und der Ritterstraße weisen reich verzierte neobarocke Sandsteinfassaden mit 16 bzw. 15 Fensterachsen auf. Die beiden Hofzugänge besitzen kunstgeschmiedete Tore. Die den Hof flankierenden Gebäude haben Putzfassaden und sind durch Lisenen und Simse gegliedert. Die Bogenfenster zeigen Ziegel im Sturz. In der Mitte des Hofes sind die Seitengebäude über eine doppelstöckige verglaste Brücke verbunden. Erhellt wird der Hof durch mehrere Schinkelleuchten.
Sowohl die Kopf- als auch die Hofgebäude wurden bei der Sanierung durch zwei blechverkleidete Etagen aufgestockt. Zum Gebäudekomplex gehört ein Parkhaus mit 195 Stellplätzen, das sich in der Ritterstraße an den Kopfbau anschließt und bis zum Brühl reicht.

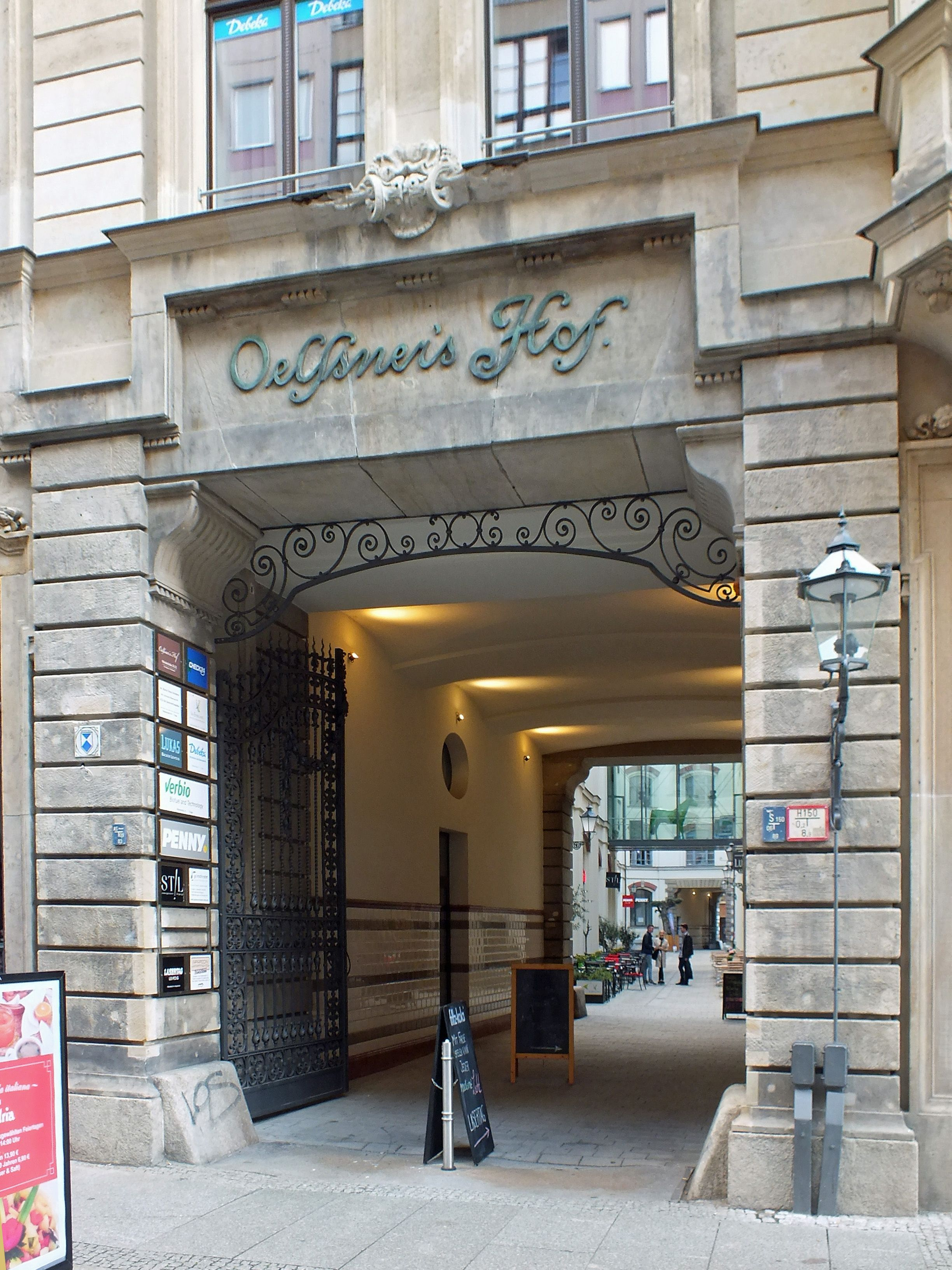
Eingang Nikolaistraße (2016)
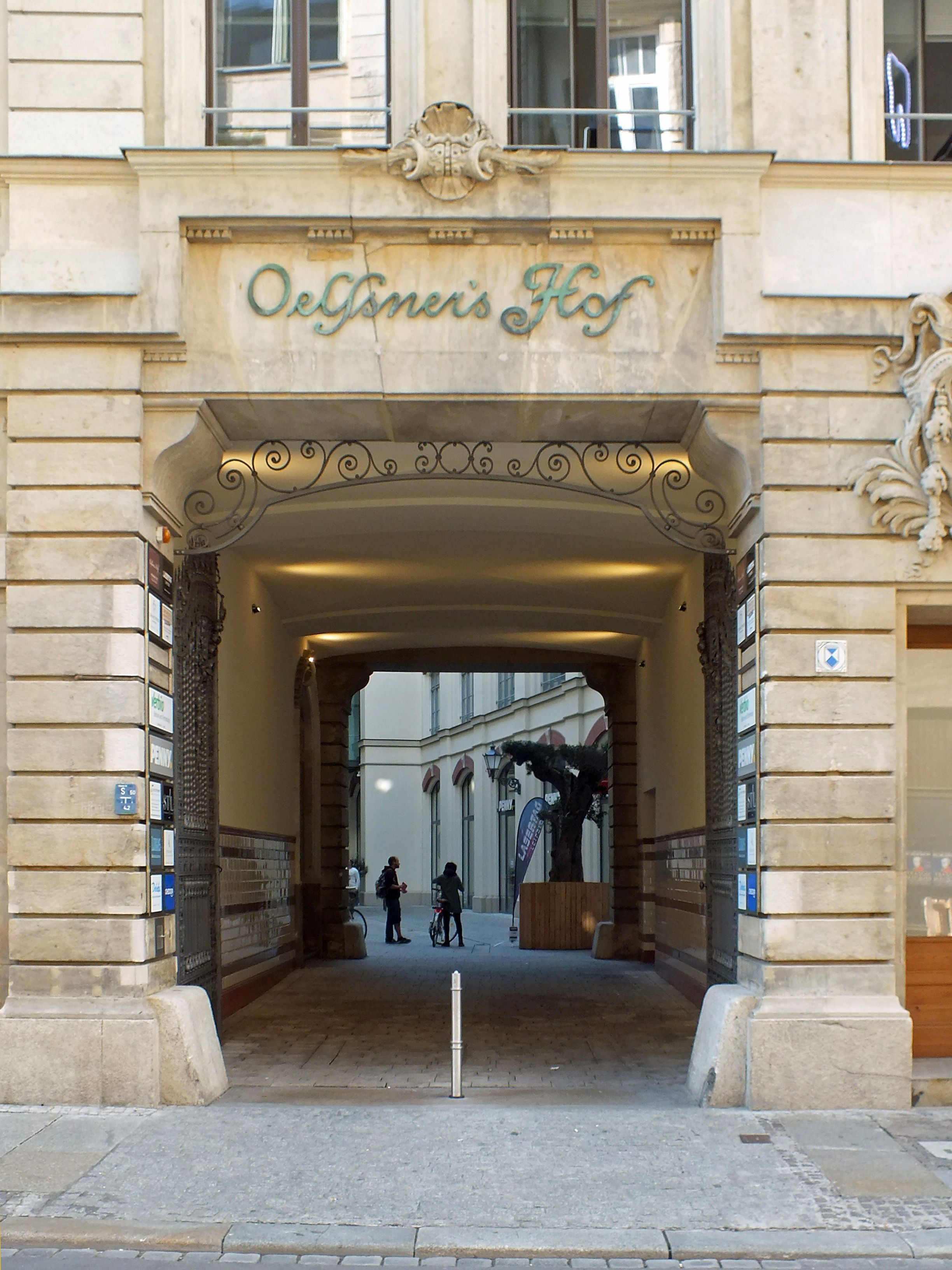
Eingang Ritterstraße (2016)
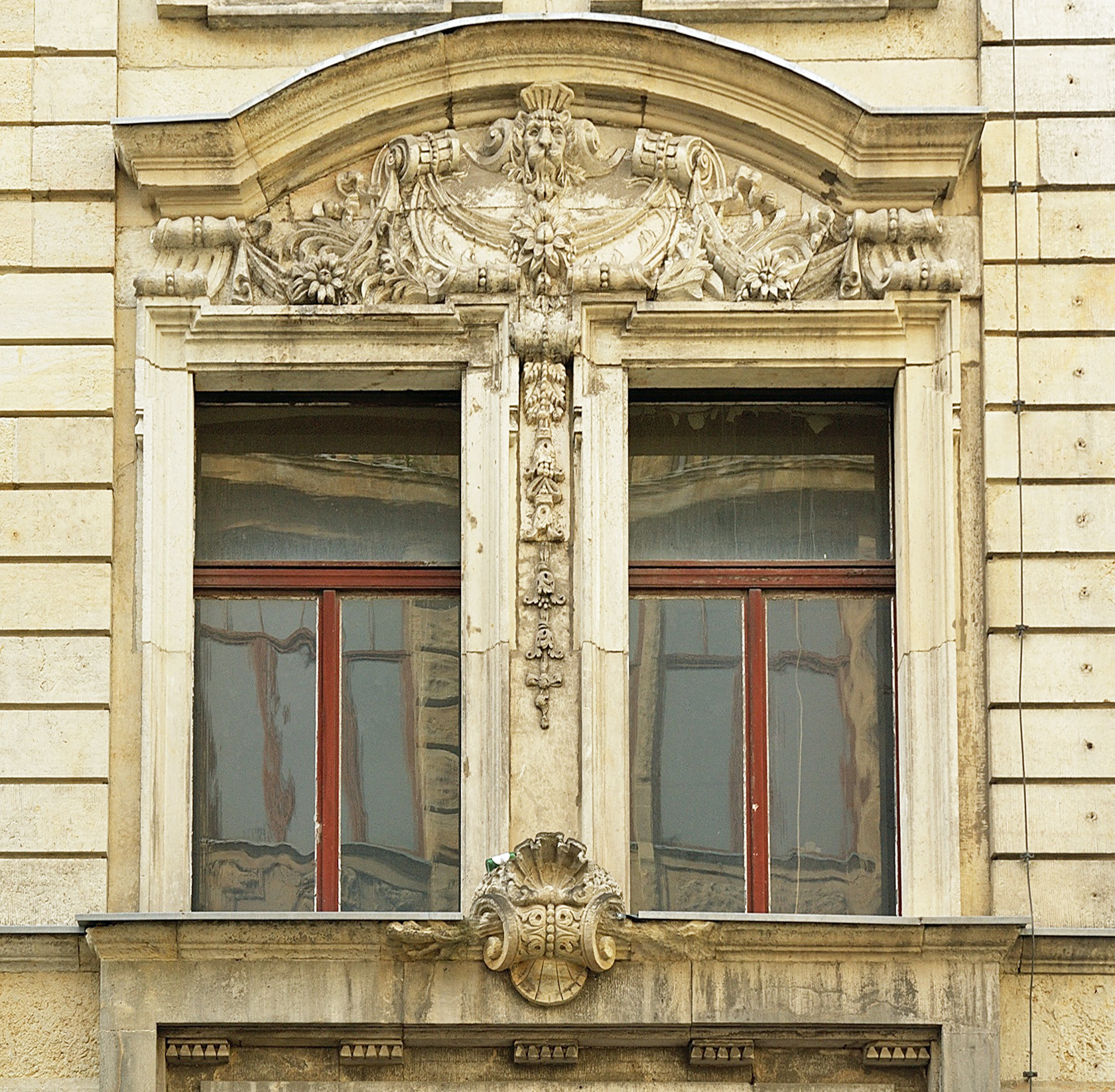
Fassadendetail Ritterstraße (2010)
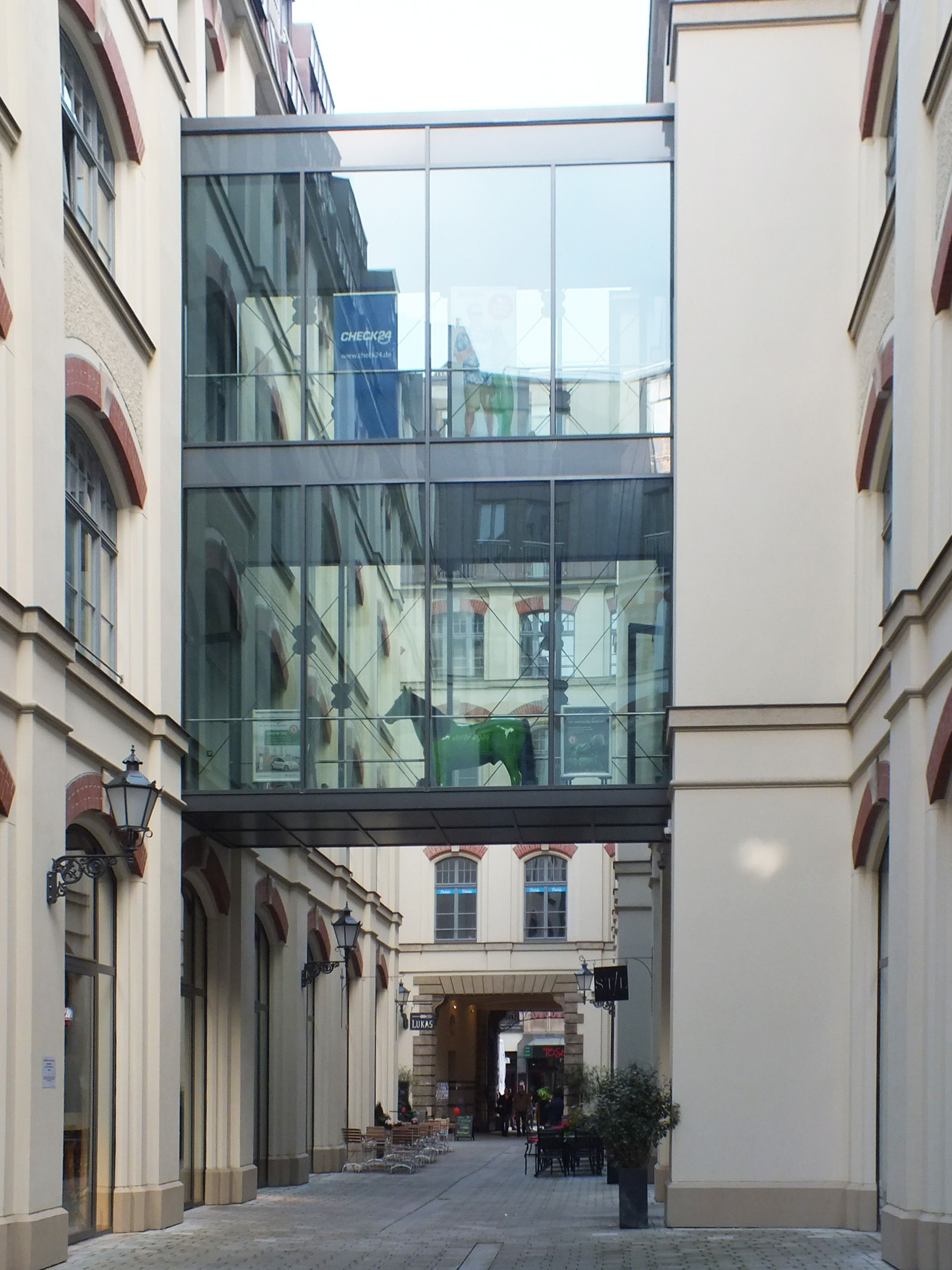
Verglaster Verbindungsgang (2016)
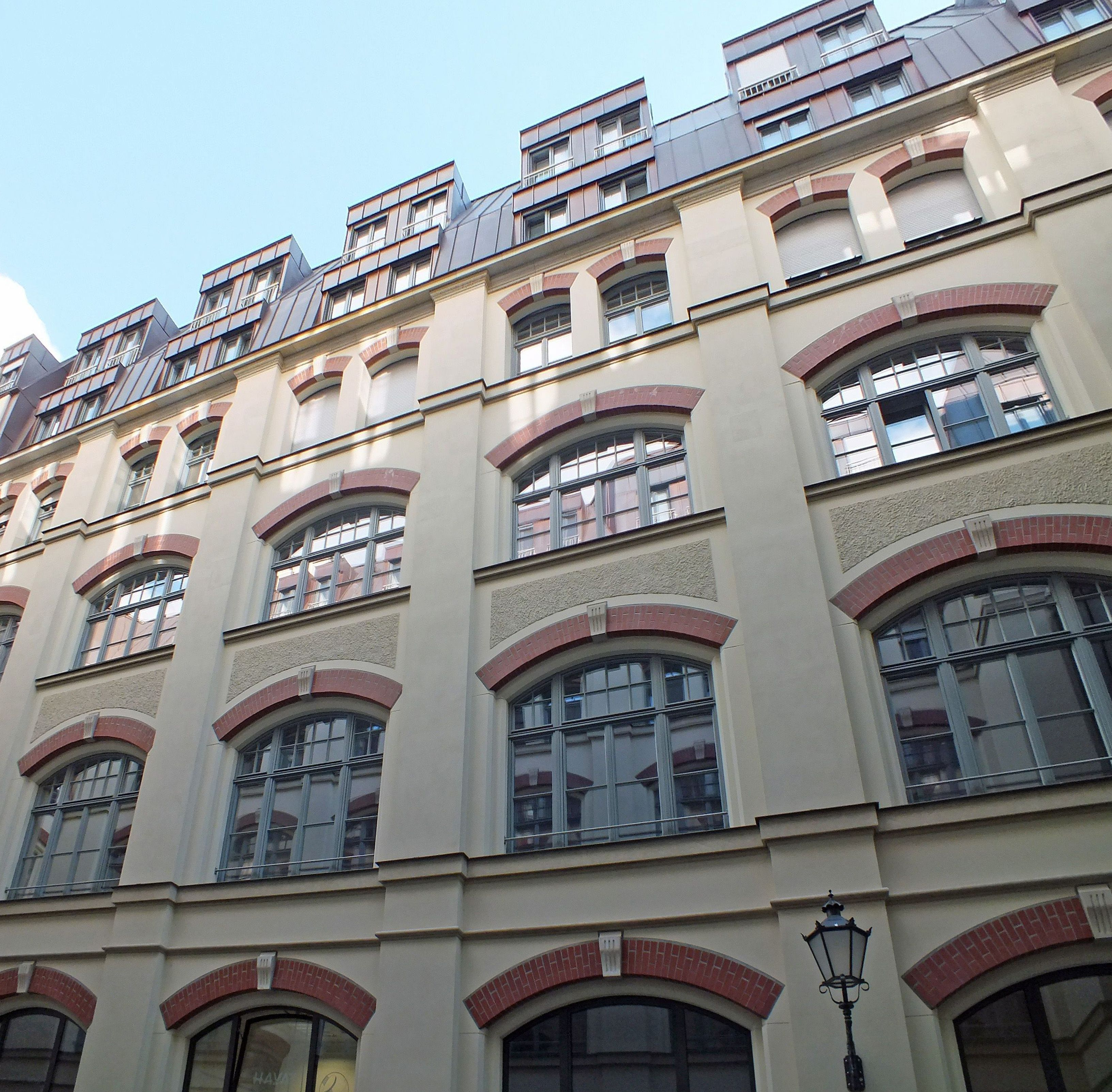
Südliche Hof-Seitenfront (2016)
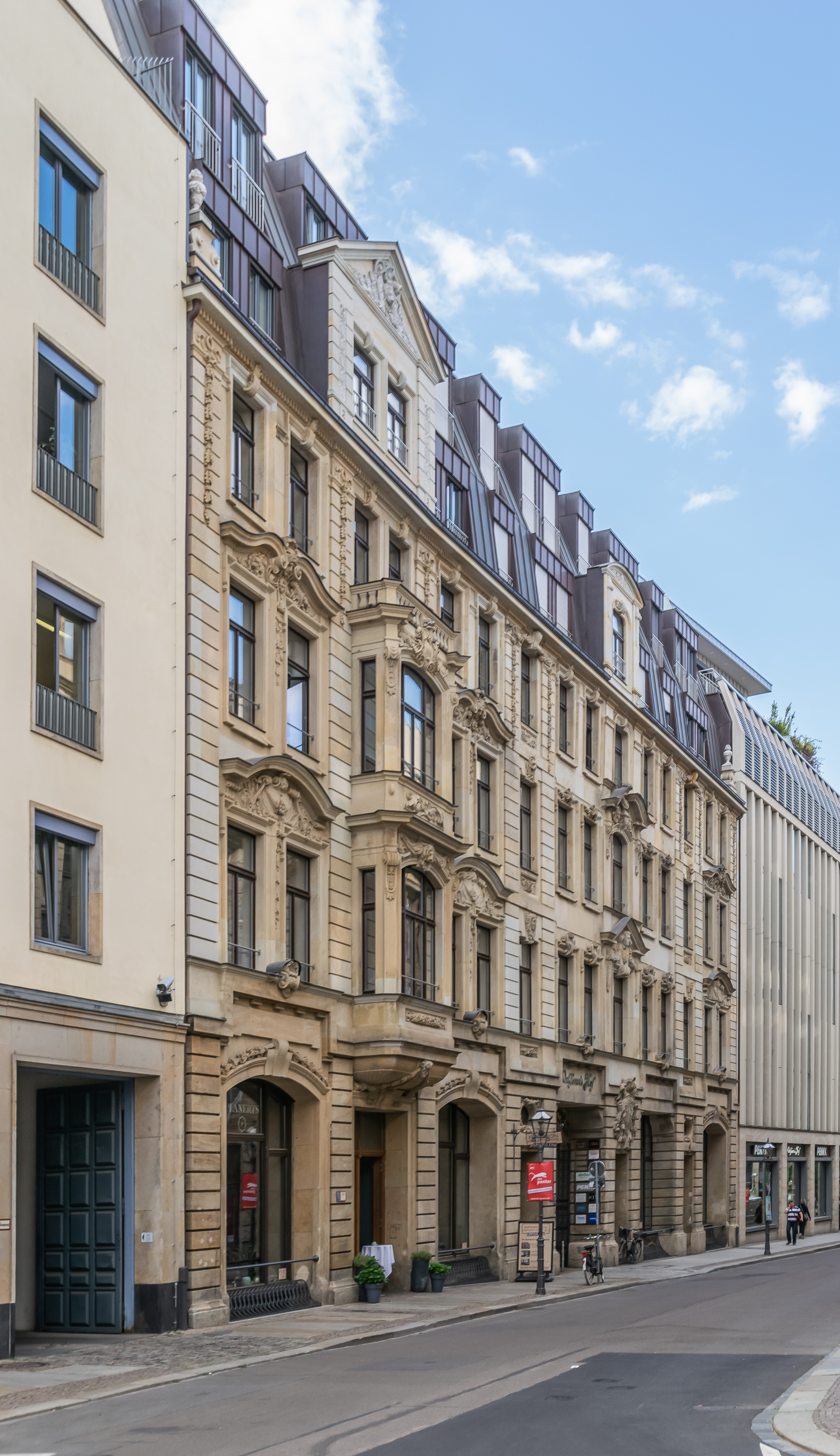
Ritterstraßenseite (2019)

## Nutzung
Oelßners Hof besitzt eine Gesamtnutzfläche von 25 000 Quadratmetern. Diese teilen sich mehrere Einzelhandelsgeschäfte und Gaststätten sowie ein Discounter und ein Apartment-Hotel. Mehrere Betriebe nutzen Büroflächen, darunter die Verbio AG und Check24. Im 4. und 5. Obergeschoss befinden sich Maisonette-Wohnungen mit darüber platzierten Dachterrassen. Des Weiteren ist noch ein Parkhaus mit 200 Stellplätzen vorhanden.

## Geschichte
Die längste bekannte Vorgeschichte der Oelßners Hof bildenden Grundstücke besitzt Nikolaistraße 24. Hier hatte der 1666 verstorbene Siegelmacher Hans Zothe seine Werkstatt, wonach sich wegen seines Werkstattschildes die Bezeichnung Zotenhof einbürgerte.

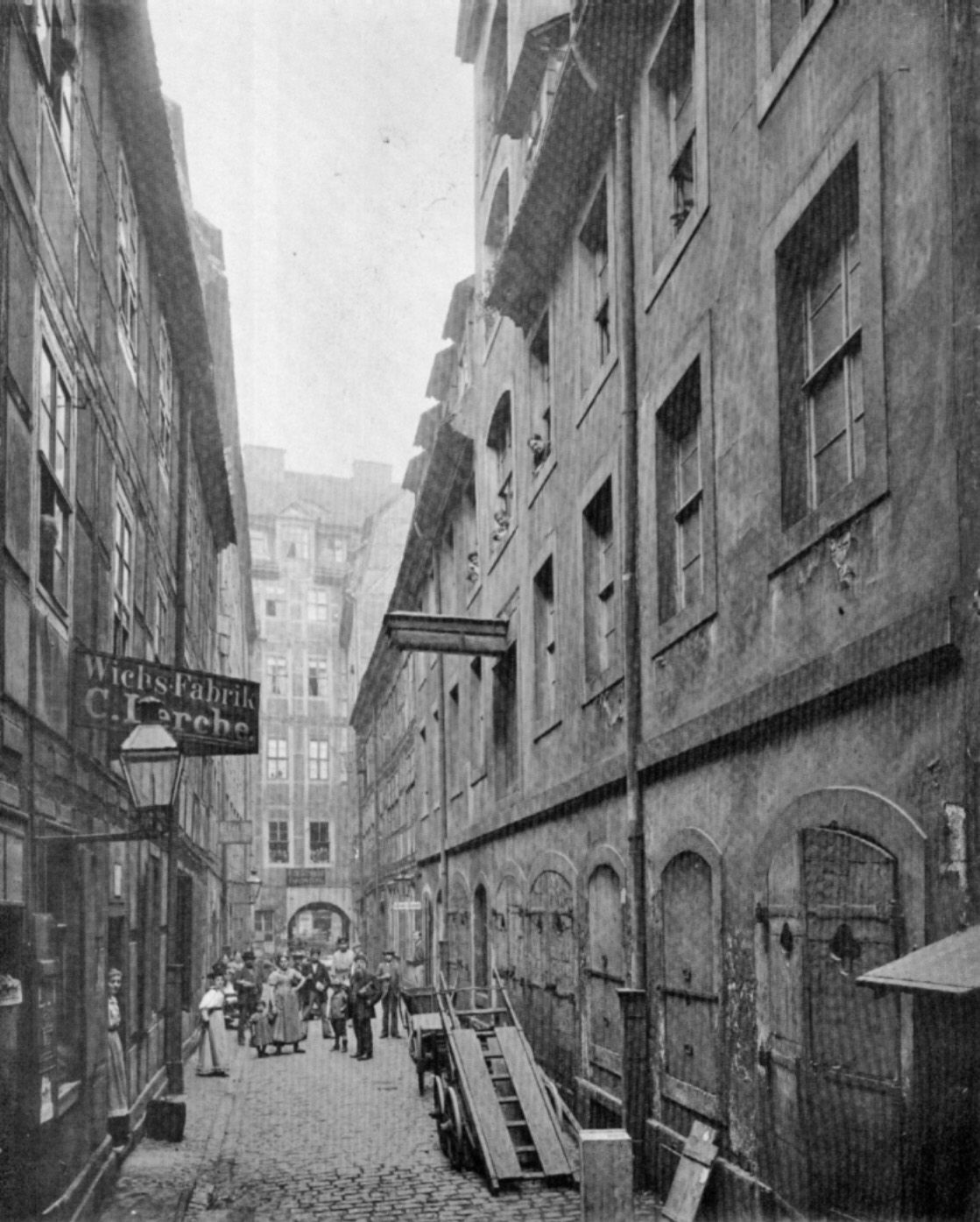
Quandts Hof um 1890

1748 erwarb der Kaufmann Johann Gottfried Quandt (1696–1749) das Grundstück. Er und nach seinem baldigen Tode sein Sohn Johann Gottlob (1721–1784) errichteten das Vorderhaus neu und ließen die kleine Reithalle auf der linken Hofseite, in der noch 1747 die Neuberin (1700–1769) mit ihrer Truppe aufgetreten war, auf Anregung von Johann Christoph Gottsched (1700–1766) durch ein Komödienhaus nach dem Vorbild griechisch-römischer Theater ersetzen. Hier wurden Singspiele, aber zum Beispiel 1756 auch Lessings (1729–1781) Miss Sara Sampson aufgeführt. Nachdem 1766 das Komödienhaus auf der Rannischen Bastei eröffnet worden war, wurde das Theater zu einem Speicher umgebaut.
In den Jahren 1790/1791 wohnte der Maler Veit Hanns Schnorr von Carolsfeld (1764–1841) in Quandts Hof, und 1834 siedelte sich der Verlag von Otto Wigand (1795–1870) hier an.
Wilhelm Oelßner (1842–1906) hatte im Pelzhandel bereits beträchtlichen Reichtum erworben. 1896 vereinigte er Quandts Hof mit Nachbargrundstücken zum nunmehrigen Oelßners Hof, der zu einem Schwerpunkt des Leipziger Pelzhandels wurde. 1907 bis 1908 wurden nach Plänen des Leipziger Architekten Max Pommer (1847–1915) die in ihrer heutigen Form noch erhaltenen Gebäude von Oelßners Hof errichtet.

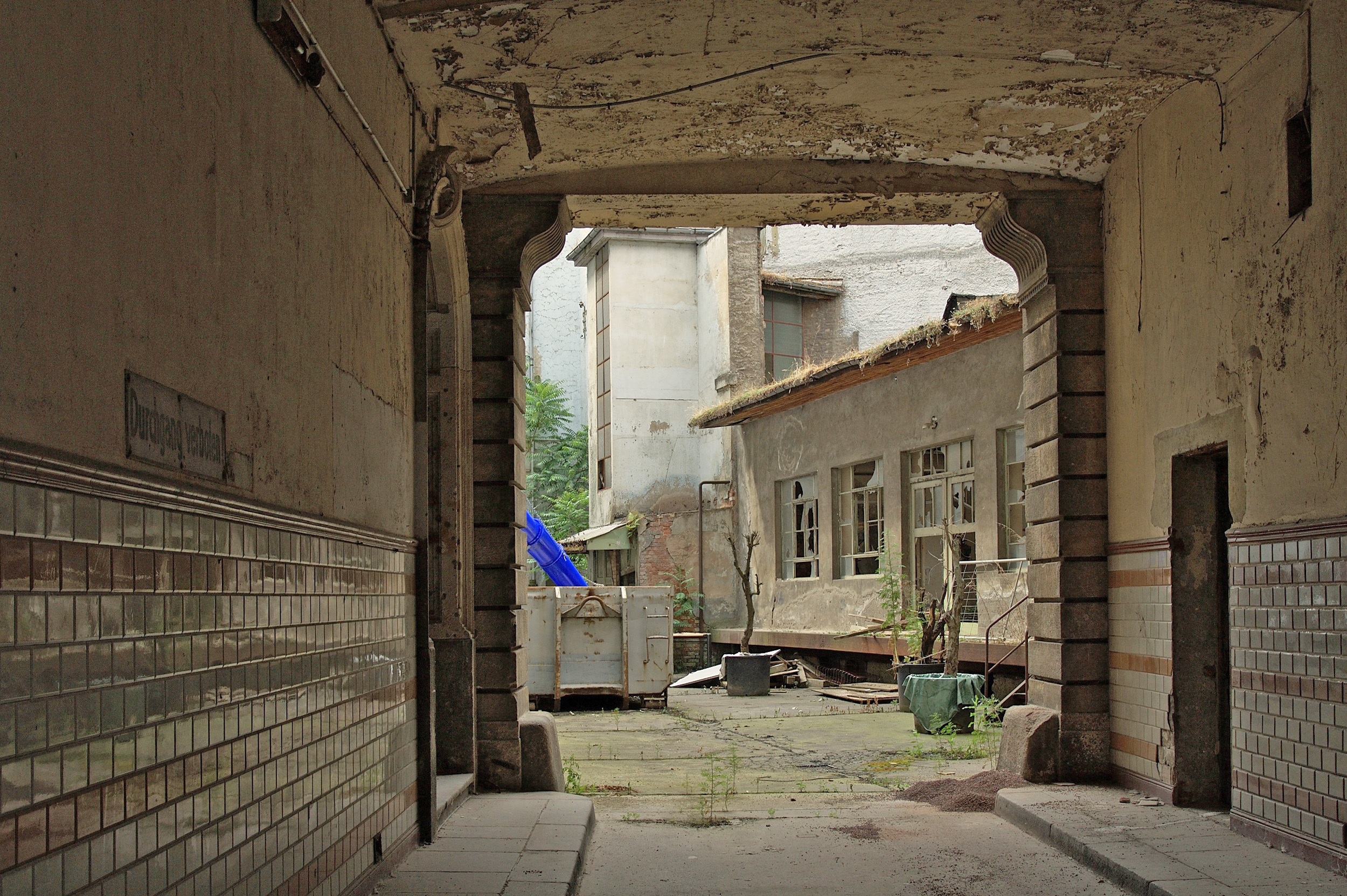
Oelßners Hof (2010)
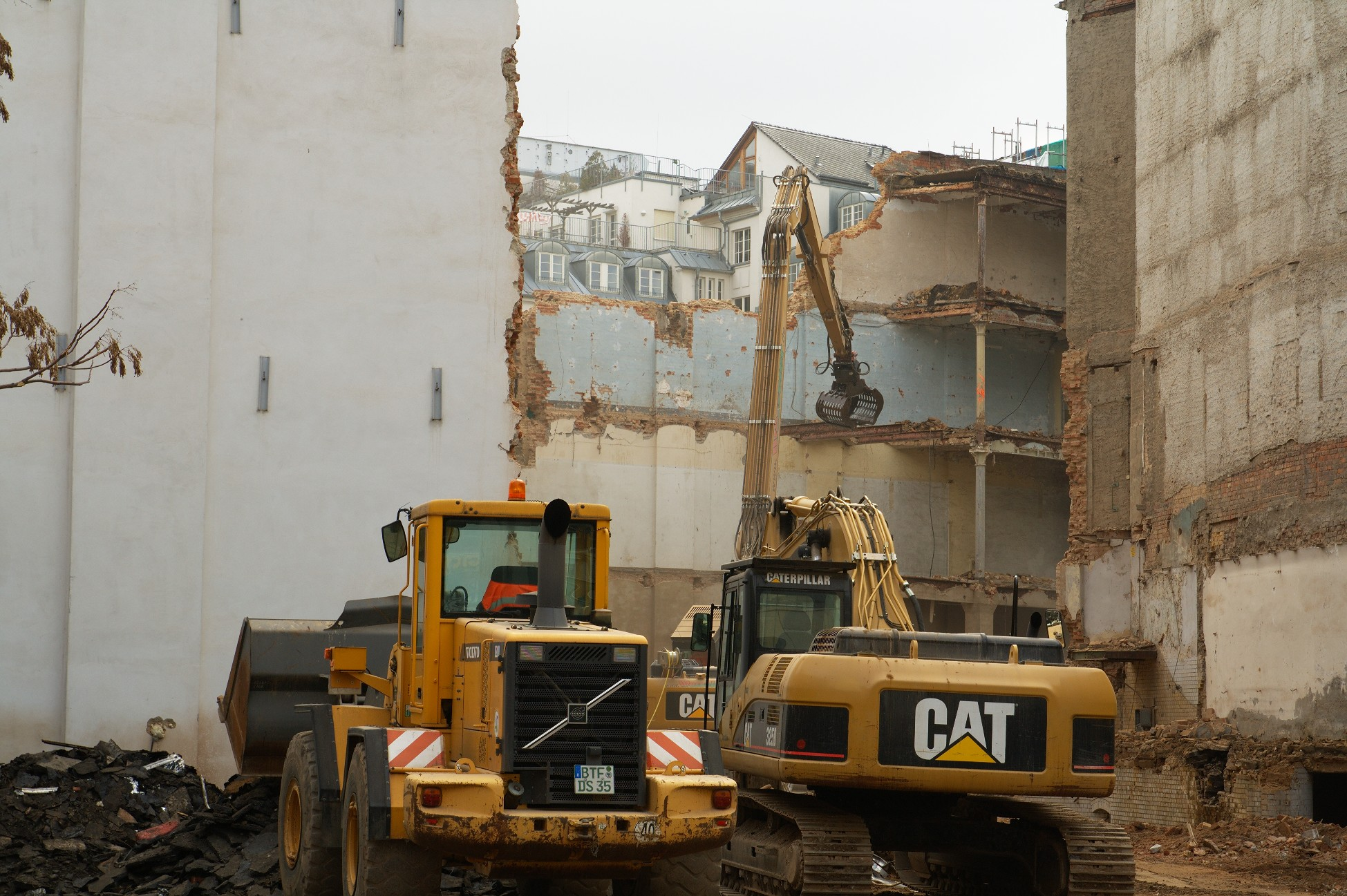
Baubeginn mit Teilabriss (2012)

Beim Bombenangriff auf Leipzig am 4. Dezember 1943 wurde Oelßners Hof schwer beschädigt. Lediglich ein Besichtigungslager für die Leipziger Rauchwarenauktionen wurde 1960–1968 hier noch genutzt. Die Familie Thorer der Firma Thorer & Co. bewarb sich nach der Wiedervereinigung um den Kauf der Immobilie. Laut Pat Allalemdjian von der Allalemdjian Fur Corp. hatte die Familie Thorer bereits vor 1920 ihren Anteil an Oelßners Hof an seine Familie verkauft. Er schrieb 1993 im Auftrag seiner Familie: „Eigentlich ist es kein Zurückkauf der Thorer-Familie, sondern eher ein Kauf eines Grundstückes im Auftrag von Drittpersonen, dessen Besitzverhältnisse in den Jahren 1933 bis 1945 noch nicht geklärt sind“.
Nach der Wende stand Oelßner´s Hof über Jahre leer und war dem Verfall preisgegeben. Nur vier Geschäfte an der Nikolaistraße waren noch belegt. 2007 erwarb Claus Sauter, der Vorstandsvorsitzende der VERBIO Vereinigte BioEnergie AG, den Gebäudekomplex und ließ ihn von der Schuster engineering GmbH denkmalgerecht sanieren.